# Prosoplus elongatus
Prosoplus elongatus là một loài bọ cánh cứng trong họ Cerambycidae.